# گربه چکمه‌پوش (فیلم ۲۰۱۱)
گربهٔ چکمه‌پوش (به انگلیسی: Puss in Boots) یک پویانمایی رایانه‌ای کمدی ماجراجویی است که توسط استودیوی شرکت دریم‌ورکس و به کارگردانی کریس میلر ساخته شده‌است. این پویانمایی در تاریخ ۲۸ اکتبر ۲۰۱۱ اکران عمومی شد. قسمت دوم این انیمیشن نیز در سال ۲۰۲۲ توسط دریم ورکس اکران شد. پوس از شخصیت عنوان قصه پریان «گربه چکمه‌پوش» الهام گرفته شده‌است.
این فیلم اسپین افی از فیلم شرک با عنوان گربهٔ چکمه‌پوش است، داستان فیلم پیش از دوستی او با شرک است. آنتونیو باندراس به جای این گربه صحبت می‌کند.

## داستان

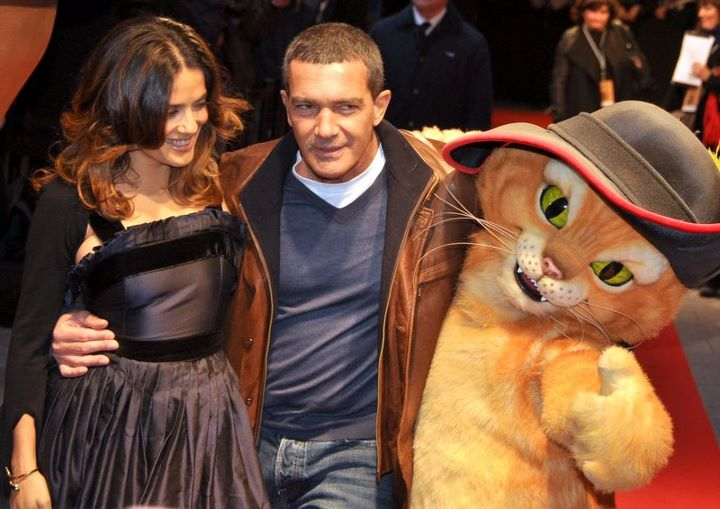
سلما هایک و آنتونیو باندراس در اولین نمایش فیلم سه‌بعدی گربه چکمه‌پوش در پاریس

ماجرا از زمانی آغاز می‌شود که بچه گربه‌ای سرراهی توسط مرکز نگهداری کودکان بی‌سرپرست شهر سنت ریکاردو پیدا شده و بزرگ می‌شود. این بچه گربه در این مرکز با یک تخم‌مرغ به نام هامپتی الکساندر دامپتی آشنا می‌شود و با یکدیگر پیمان برادری می‌بندند. از همان کودکی آن دو در جستجوی لوبیای سحرآمیز بودند و برای به دست آوردن آن دست به هر کاری از جمله سرقت‌های کوچک و سرانجام بزهکاری می‌زدند. بارها توسط فرمانده نگهبانان شهر دستگیر شدند ولی به علت کم سن و سال بودن آزاد می‌شدند. درطی حادثه‌ای گربه جان مادر فرمانده را نجات می‌دهد و به عنوان قهرمان شهر از دست فرمانده مدال و از دست نامادری‌اش یک جفت چکمه چرمی جایزه می‌گیرد. از آن به بعد به عنوان گربهٔ چکمه پوش شناخته می‌شود؛ ولی سرنوشت هامپتی چیز دیگری است. او بارها دستگیر می‌شود و به زندان می‌افتد. یک بار با پادرمیانی گربهٔ چکمه پوش از زندان آزاد می‌شود ولی تخم‌مرغ طی دسیسه‌ای از گربه برای اجرای نقشه سرقت از بانک سن ریکاردو سوءاستفاده می‌کند.
بعد از آن است که گربه به عنوان متهم تحت تعقیب قرار می‌گیرد و تمام افتخارهای قبلی خود را ازدست می‌دهد. بعد از گذشت ۷ سال که معادل ۳۵ سال گربه‌ای است! گربه به صورت مخفیانه به زادگاهش بازمی گردد و متوجه می‌شود که لوبیاهای سحرآمیز در تصرف زوجی به نام جک و جیل است. درطی اقدام برای ربایش دانه‌های لوبیای سحرآمیز، با گربه ماده‌ای به نام کیتی پنجه طلا آشنا می‌شود و همراه با هامپتی موفق به ربودن دانه‌های لوبیا و کاشت آن‌ها در مکان مورد نظر می‌شوند. ساقه‌های لوبیا به سرعت رشد کرده و از ابرها می‌گذرند و این سه را با خود به بالای ابرها می‌برند. در آنجا به قصر غول‌ها وارد می‌شوند و با نگهبان تخم‌های طلا (سایه مرگ) که یک غاز ماده بسیار بزرگ است برخورد می‌کنند. جوجه غاز کوچکی را می‌بینند که تخم طلا می‌گذارد. جوجه را با خود برداشته و فرار می‌کنند. از ساقه لوبیا پایین می‌پرند و آن را قطع می‌کنند ولی سایه مرگ بدنبال آنان می‌آید. هامپتی به میان اهالی سن ریکاردو رفته با توزیع طلای مجانی بین اهالی برای خود کسب محبوبیت می‌کند و سبب می‌شود گربه بدام مأموران بیفتد. در زندان گربه با پیرمردی ریش سپید هم سلول می‌شود و از او می‌شنود که سایه مرگ خون تمام اهالی را خواهد ریخت لذا از زندان می‌گریزد تا جان اهالی را نجات دهد. در طی تعقیب و گریزی که انجام می‌دهد هامپتی را با خود همراه کرده جوجه را به غاز بزرگ تحویل می‌دهند و خطر سایه مرگ را مرتفع می‌کنند ولی هامپتی از پل سقوط می‌کند و می‌شکند و معلوم می‌شود که هامتی در اصل یک تخم طلا بوده‌است!